# Fleet Command
Fleet Command (skrót: FC, poprzednia nazwa Jane’s Fleet Command) – wydana pierwotnie w 1999 pod tytułem Jane’s Combat Simulations: Fleet Command taktyczna gra komputerowa, symulująca operacje marynarki wojennej
Gra jest symulatorem wojskowym odwzorowującym realia bitew powietrzno-morskich końca XX wieku. W grze użyto symboliki Naval Tactical Data Symbol na dwuwymiarowej mapie taktycznej. Dodatkowo możliwy jest podgląd dowolnego obiektu na mapie w 3D. Chociaż gra koncentruje się głównie na siłach zbrojnych Stanów Zjednoczonych, zawiera również jednostki z innych krajów, w tym m.in. z Wielkiej Brytanii, Indii, Rosji i Chin. Dostępne są trzy tryby rozgrywki. Misje pojedyncze zawierają określone cele i różnią się od siebie poziomem trudności. Drugi tryb to kampania złożona z czterech scenariuszy. Są to kolejne bitwy lub etapy wojny, które wymagają od gracza wypełnienia określonych zadań przed kontynuowaniem kampanii w następnej misji. Trzeci tryb to gra wieloosobowa. Edytor misji umożliwia stworzenie własnych scenariuszy gry.
Otwarta struktura plików pozwala na łatwe edytowanie i rozwijanie doktryn działania sztucznej inteligencji.
Akademia Marynarki Wojennej Stanów Zjednoczonych wykorzystywała grę do edukowania studentów w zakresie podejmowania decyzji na poziomie floty podczas swojego programu letnich seminariów.

## Historia
Studio Sonalysts Combat Simulations pracowało początkowo nad symulatorem krążownika rakietowego AEGIS. W związku z potrzebą symulacji całego teatru działań wojennych, zakres gry został rozszerzony.
Wydawca gry, Electronic Arts, współpracował wcześniej z wydawcą książek wojskowych i baz danych Jane’s Information Group. W wyniku tej współpracy Electronic Arts wydało serię symulatorów i gier strategicznych, sygnowanych marką Jane’s Combat Simulations. Sonalysts Combat Simulations  stworzyło wydany wcześniej w tej serii symluator okrętu podwodnego Jane’s Combat Simulations: 688(I) Hunter/Killer. 
26 października 2006 Strategy First wydało Fleet Command jako SCS-Fleet Command, bez odniesień do marki „Jane’s”. Gra została udostępniona w wersjach cyfrowych w serwisach GameTap i Steam. 
Kolejne łatki rozszerzyły kompatybilność gry o systemy operacyjne Windows 2000 i XP. 
Pierwotnie gra zawierała jedną kampanię. Dodatkowe kampanie, schematy sztucznej inteligencji i bazy obiektów są tworzone przez graczy w ramach projektu Naval Warfare Project. 